# SS Teiryu Maru
Le SS Teiryu Maru était un cargo à vapeur lancé en Angleterre en 1914 sous le nom de Northwestern Miller pour la compagnie maritime Furness, Withy & Co qui l'a géré jusqu'en 1927. Le navire a été racheté par la Norddeutscher Lloyd et l'a renommé Augsburg.
En 1940, le gouvernement japonais rachète Augsburg et le rebaptise Teiryu Maru. En 1944, un sous-marin de l'United States Navy, l'USS Guardfish (SS-217) l'a coulé dans la mer de Chine méridionale, tuant 149 de ses passagers et membres d'équipage.

## Historique

### Furness, Withy & Co
Le Northwestern Miller et son navire jumeau  Southwestern Miller ont été construits pour Norfolk & North American Steam Shipping Co Ltd, qui depuis 1910 était une filiale de Furness, Withy & Co. Ils étaient destinés à transporter du grain de la côte Pacifique de l'Amérique du Nord par le canal de Panama, qui a ouvert ses portes en août 1914. Northwestern Miller a survécu à la Première Guerre mondiale. En 1920-21 Furness, Withy la dirigea sur un service de cargo entre Londres et New York.

### Norddeutscher Lloyd
En 1927, Norddeutscher Lloyd a acheté les deux navires, et les a renommés respectivement Augsburg et Giessen. Augsburg a été enregistré à Brême et a reçu les lettres de code allemandes QMGN. Les deux navires naviguaient entre l'Europe et l'Extrême-Orient. Giessen a fait naufrage dans la mer de Chine orientale en 1929.Le 4 décembre 1932, Augsburg est entré en collision avec le pétrolier Nord Atlantic dans le brouillard sur la Weser. En 1934, le nouvel indicatif d'appel DOEM a remplacé les lettres de code d'Augsburg.
Le 24 août 1939, Augsburg atteignit le port de Dalian dans le territoire loué de Guandong sous contrôle japonais. Le 3 septembre, le Royaume-Uni entre dans la Seconde Guerre mondiale. Augsborg y a été désarmé pour éviter le risque d'être capturé par la Royal Navy Far East Fleet.
Le 23 février 1940,  Augsburg est vendu à la Batavier Line (en), qui prévoyait de le renommer Vreeburgh. La Batavier Line a envoyé un équipage de Rotterdam pour le reprendre, mais l'Allemagne a envahi les Pays-Bas le 10 mai, avant que l'équipage néerlandais ne puisse atteindre le port de Dalian.

### Service japonais
Le 12 mai 1940, le gouvernement japonais acheta Augsburg et a été rebaptisé Teiryu Maru et enregistré à Tokyo. Le 3 février 1941, il reçut l'indicatif d'appel JQQO. En 1941, son propriétaire a été enregistré sous le nom de Teikoku Kisen KK.
Le Teiryu Maryu participa à l'invasion japonaise des Philippines en décembre 1941 et à l'invasion des Indes orientales néerlandaises de janvier à mars 1942. Lors d'un voyage en octobre 1942, il transporta 5.693 soldats. De novembre 1942 à mai 1943, il soutient les forces japonaises qui occupent la Nouvelle-Bretagne et envahissent la Nouvelle-Guinée. le navire a opéré pendant l'occupation japonaise des Philippines, l'occupation japonaise de Singapour et la Malaisie occupée par les Japonais et l'Indochine française.

## Naufrage

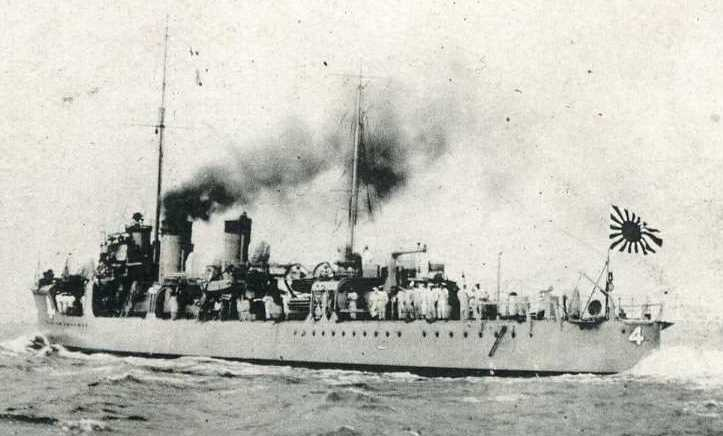
Le destroyer de classe Wakatake Kuretake a escorté le convoi Yuta-9

Le 21 juin 1944, il a chargé 550 prisonniers de guerre à Cebu arrivant à Manille le 24 juin. À partir du 15 juillet 1944, le Teiryu Maru fut l'un des huit navires marchands du convoi Yuta-9 en provenance de Sana à destination de Kaohsiung à Taiwan sous domination japonaise. Le destroyer de classe Wakatake Kuretake et deux canonnières auxiliaires ont escorté le convoi.
Le matin du 19 juillet 1944, le radar du sous-marin de classe Gato, USS Guardfish a trouvé le convoi Yuta-9 dans la mer de Chine méridionale. À 7h45, le sous-marin a torpillé le côté bâbord du Teiryu Maru, inondant sa chaufferie. À 7h53, le Teiryu Maru s'est brisé en deux et les deux parties ont coulé. 108 passagers, 38 membres d'équipage et trois artilleurs défensifs ont été tués. Les escorteurs du convoi Yuta-9 ont contre-attaqué avec de nombreuses grenades sous-marines, mais Guardfish a survécu.

### Liens connexes
- Liste des hell ships japonais
- Liste des navires coulés par sous-marins par nombre de morts